# (115449) Robson
(115449) Robson es un asteroide perteneciente al cinturón de asteroides, descubierto el 14 de octubre de 2003 por el equipo del Observatorio John J. McCarthy, en  New Milford, Connecticut.

## Designación y nombre
Designado provisionalmente como 2003 TG10. Fue nombrado por Monty Robson, científico ciudadano y educador comunitario, es el fundador y actual director del Observatorio McCarthy y un defensor de la alfabetización científica y la excelencia educativa. Estableció el protocolo del observatorio para las observaciones astrométricas de planetas menores.

## Características orbitales
Robson está situado a una distancia media del Sol de 2,741 ua, pudiendo alejarse hasta 3,050 ua y acercarse hasta 2,432 ua. Su excentricidad es 0,113 y la inclinación orbital 5,044 grados. Emplea 1657,57 días en completar una órbita alrededor del Sol.
Pertenece a la familia de asteroides de (3827) Zdenekhorsky.

## Características físicas
La magnitud absoluta de Robson es 15,79. 